# Ursula Peter
Ursula Peter (*  13. August 1924 in Weimar; † 30. Mai 1989 ebenda)  war eine deutsche Gitarristin und Professorin an der Hochschule für Musik Franz Liszt Weimar.

## Leben
Ursula Peter studierte an der Hochschule für Musik Franz Liszt in Weimar zunächst Klavier, ehe sie zur Gitarre wechselte. Ihr Lehrer war Walter Socha, ausgebildeter Geiger und Kammervirtuos der Staatskapelle Weimar. Sein autodidaktisches Gitarrenspiel verfeinerte er durch Selbststudium und Konzertbesuche von Andrés Segovia und Miguel Llobet, die in den dreißiger Jahren des vorigen Jahrhunderts in Weimar konzertierten. Durch ihn lernte Ursula Peter die Gitarrewerke der spanischen Schule, insbesondere Francisco Tárrega, kennen. Walter Socha war der erste Lehrbeauftragte für Gitarre an der Weimarer Hochschule.
Nach Abschluss ihres Studiums im Jahre 1945 wurde Ursula Peter Gitarrenlehrerin im Lehrauftrag an der Hochschule für Musik Weimar.
1951 wurde sie Lehrerin im Hochschuldienst und Leiterin der Fachrichtung Gitarre an der gleichen Hochschule.
1953 erschien erstmals ihr Lehrwerk Der Anfangsunterricht im Gitarrespiel.
1980 wurde sie zur Professorin berufen.
Ursula Peter baute systematisch ein pädagogisches Netzwerk zwischen Komponisten, Musikschullehrern und Gitarrenbauern in der DDR auf. Sie erarbeitete Lehrpläne für den Gitarrenunterricht an den Musikschulen und Hochschulen und koordinierte die Weiterbildung für Gitarrenlehrer. Im Jugendwettbewerb „Junge Talente“ übernahm sie den Juryvorsitz. Sie bildete weltweit anerkannte Gitarrensolisten aus, die sich auf den internationalen Konzertpodien behaupten konnten. Ursula Peter hat den Boden bereitet für das, was wir heute „Weimarer Gitarrenschule“ nennen.

## Methodischer Weg
Die Methode von Ursula Peter baut auf der klassischen, spanischen Gitarrentechnik von Fernando Sor und Francisco Tárrega auf. Sie begreift die Gitarre als Instrument, welches sowohl melodische als auch akkordische Strukturen darstellen kann.
Ihr Schulwerk beginnt mit dem einstimmigen Melodiespiel (apoyando) und leitet davon die anderen Anschlagsarten ab.
Ziel ist eine große Wandlungsfähigkeit des Tones durch Fingersätze, die von musikalischen Gesichtspunkten bestimmt werden. Die Gestaltung der Phrasierung, Artikulation, Agogik und Dynamik wird von den allgemeinen Grundsätzen der  Interpretation der Instrumentalmusik bestimmt.
Das musikalische Material im Dur-Moll-System nach Tonarten geordnet bringt klassische Sätze, deutsche und internationale Volkslieder, Lautenmusik und zeitgenössische Kompositionen.

## Werke und Ausgaben
- Der Anfangsunterricht im Gitarrespiel, 1953/91
- Der Weg zum Solospiel auf der Gitarre, 1961
- Johann Sebastian Bach: Spielstücke, 1957
- Matteo Carcassi: Capricen op. 26, 1953
- Matteo Carcassi: Etüden op. 60, 1955
- Fernando Sor: Etüden op. 31 und 35, 1951
- Anton Diabelli: Spielstücke, 1952
- Neue Kompositionen von Siegfried Müller, Theodor Hlouschek, Franz Just, Werner Hübschmann
- „Wohlan die Zeit ist kommen“; Volksliederbuch mit Gitarrenbegleitung, 1953

Alles erschienen beim Friedrich Hofmeister Musikverlag Leipzig
- als Hrsg.: Klassiker der Gitarre. Studien- und Vortragsliteratur aus dem 18. und 19. Jahrhundert. Begründet von Martin Rätz (Band 1–3). 5 Bände. Deutscher Verlag für Musik, Leipzig 1977–1981; Lizenzauflage Schott, Mainz. Band 4 (1980) und, untertitelt mit Oberstufe, Band 5 (1981).

## Schüler
- Barbara Probst-Polášek (München)
- Roland Zimmer (Weimar)
- Franz Just (Weimar)
- Monika Rost (Weimar)
- Piotr Zaleski (Wrocław)